# Résistance (film, 1992)
Pour les articles homonymes, voir Résistance.
Résistance est un film australien de Hugh Keays-Byrne, sorti en 1992 en Australie et en 1994 en France.

## Distribution
- Lorna Lesley : Jean Skilling
- Jennifer Claire : Ruby
- Bob Noble : Jackal
- Allan Penney : Cy